# ソノマ郡 (カリフォルニア州)
ソノマ郡（Sonoma County）は、アメリカ合衆国カリフォルニア州にある郡である。サンフランシスコの北60キロメートルに位置している。人口は48万8863人（2020年）。郡庁所在地はサンタローザである。
ソノマ郡はカリフォルニアワイン生産地域として世界的に有名である。アメリカでは13番目に指定されたワイン栽培地区で、広く多様なワインを生産する200以上のワイナリーがある。詳細はワインカントリー (カリフォルニア州)を参照。
ソノマ郡にはソノマ州立大学及びサンタローザ・ジュニアカレッジある。

## 歴史
1812年に露米会社が沿岸部にフォート・ロスを建設したのが、ソノマ地域への本格的な集団定住の始まりとされる。1823年にはソノマ伝道所が設置され、キリスト教の布教が始まった。
ソノマ郡は、1850年にカリフォルニア州と一緒に設立された。
2019年10月下旬、カルフォルニア州の各地で山火事が頻発。ソノマ郡ガイザービルでは約16,000エーカーが焼失。避難者も2,000人規模となった。

## 地理
アメリカ合衆国統計局によると、ソノマ郡は総面積4,580 km2 (1,768 mi2) である。このうち4,082 km2 (1,576 mi2) が陸地で498 km2 (192 mi2) が水面である。総面積の10.88%が水面となっている。

### 隣接する郡
- マリン郡 - 南
- ソラノ郡 - 南東
- ナパ郡 - 東
- レイク郡 - 北東
- メンドシーノ郡 - 北

## 都市

### 市
- サンタローザ（郡庁所在地）
- ペタルーマ
- ロナートパーク
- ヒールスバーグ
- ソノマ
- クローバーデール (Cloverdale)
- Sebastopol
- Cotati

### 町
- ウィンザー (Windsor)

### 国勢調査指定地域
- Asti
- Bodega Bay
- Boyes Hot Springs
- Cazadero
- El Verano
- Eldridge

- Fetters Hot Springs
-Agua Caliente
- Forestville
- Glen Ellen
- Graton
- Guerneville
- Jenner

- Larkfield-Wikiup
- Mercuryville
- Monte Rio
- Occidental
- Sonoma State University
- Temelec
- Valley Ford

## 交通
- ソノマ・マリンエリア鉄道
- チャールズ M. シュルツ・ソノマカウンティ空港

## 人口動勢
2000年の国勢調査で、ソノマ郡は人口458,614人、172,403世帯、及び112,406家族が暮らしている。人口密度は112/km2 (291/mi2) である。45/km2 (116/mi2) の平均的な密度に183,153軒の住居が建っている。この郡の人種的構成は白人81.60%、アフリカン・アメリカン1.42%、先住民1.18%、アジア3.07%、太平洋諸島系0.20%、その他の人種8.44%、及び混血4.09%である。人口の17.34%がヒスパニックまたはラテン系である。
この郡内の住民は24.50%が18歳未満の未成年、18歳以上24歳以下が8.80%、25歳以上44歳以下が29.20%、45歳以上64歳以下が24.90%、及び65歳以上が12.60%にわたっている。中央値年齢は38歳である。女性100人ごとに対して男性は97.00人である。18歳以上の女性100人ごとに対して男性は94.00人である。
この郡の世帯ごとの平均的な収入は53,076米ドルであり、家族ごとの平均的な収入は61,921米ドルである。男性は42,035米ドルに対して女性は32,022米ドルの平均的な収入がある。この郡の一人当たりの収入 (per capita income) は25,724米ドルである。人口の8.10%及び家族の4.70%は貧困線以下である。全人口のうち18歳未満の8.40%及び65歳以上の5.70%は貧困線以下の生活を送っている。